# Rektol
Die Rektol GmbH & Co. KG ist ein traditioneller deutscher Hersteller von Spezialölen und Schmierstoffen und eine ehemalige Manufaktur in der nordhessischen Kreis- und Hansestadt Korbach. Der Familienbetrieb in vierter Generation ist nach Eigenaussage kleinster Ölmischer Deutschlands und der letzte kleine Schmierstoffhersteller Europas auf einem von Konzernen und großen Mittelständlern beherrschten Markt.

## Geschichte
Die Firma Rektol wurde 1892 ursprünglich als Fettwarenversandtgeschäft C. Pohlmann von der Familie Pohlmann in Adorf gegründet. Zuerst beschäftigte sich Karl Pohlmann mit Herstellung und Vertrieb von Vaselin-Lederfett, Maschinenöl, Wagenfett, Carbolineum, Huffett, Reinigungsmitteln und verwandten Produkten die ähnlich dem Waffenöl Ballistol verwendet werden konnten. 1897 expandierte die Firma unter anderem mit Herstellung von Lederfetten, die der hinzugekommene Companion Fritz Pohlmann förderte. 1902 wurde der Firmensitz nach Korbach in eine größere Betriebsstätte verlegt. Die Firma prosperierte und konnte dank Bahnanschluss, eigener Verladestation und Betriebserweiterungen die Umsätze in den 1900er Jahren erheblich steigern.
Ab 1907 war Fritz Pohlmann Alleininhaber der Firma. Ab 1908 wurde eine neue Fabrik eingerichtet und die Produktion mit Waschmitteln erweitert. In den 1910er und 1920er Jahren war „KAPOKO“ (Karl Pohlmann Korbach) ein bekannter Markenname für Seifen aus Korbach. Nach dem Ersten Weltkrieg wurden weitere Fabrikbereiche zur Herstellung von Motorölen eingerichtet. Der steigende Motorisierungsgrad in den 1920er Jahren bot der Firma gute Absatzmöglichkeiten. Die damalige Reichspost war ein bedeutender Großabnehmer der Motorenöle. Ab 1922 war das Unternehmen auch in der Altölsammlung und Altölaufbereitung tätig, 1924 wurde beim Reichspatentamt der Firmenname „REKTOL“ angemeldet, wörtlich übersetzt „das richtig gute Öl“. In den 1930er Jahren wurde ein größeres Labor für Entwicklung und Qualitätssicherung eingerichtet. Die Fabrikationsbereiche zur Destillation und Raffinerie von Motorölen wurde modernisiert. Bis zum Ende des Zweiten Weltkrieges lieferte die Firma Schmierstoffe für Kleinfahrzeuge und für Flugzeuge an die Wehrmacht.
In der Nachkriegszeit konnte die Firma bereits ab 1948 wieder produzieren, und ein eigenes Labor betreiben. „REKTOL“ als Firma wurde 1948 erneut registriert. In den 1950er und 1960er Jahren profitierte die Firma vom Aufschwung der Nachkriegszeit und richtete sich neu aus. Die Firmeninfrastruktur und Betriebsbereiche zur Ölherstellung wurden nach einem Großbrand 1953, ausgelöst durch einen technischen Fehler in einer Dichtung und verbunden mit mehreren Monaten Pause des Betriebs, modernisiert; andere Betriebsbereiche wie die hauseigene Seifenherstellung (1953) und die Schmierfettherstellung (1966) wurden geschlossen. In den 1970er Jahren folgte weitere Spezialisierung im Bereich der Produkte für die Automobilindustrie und die Einführung neuer Standards zum Umweltschutz. Die Firma engagierte sich in Gremien und Verbänden. So wurde Karl Friedrich Pohlmann in den Vorstand  der AMMRA (Arbeitsgemeinschaft mittelständischer Mineralölraffinerien) gewählt und war im Beirat des MZW (Mineralölzentralverband).

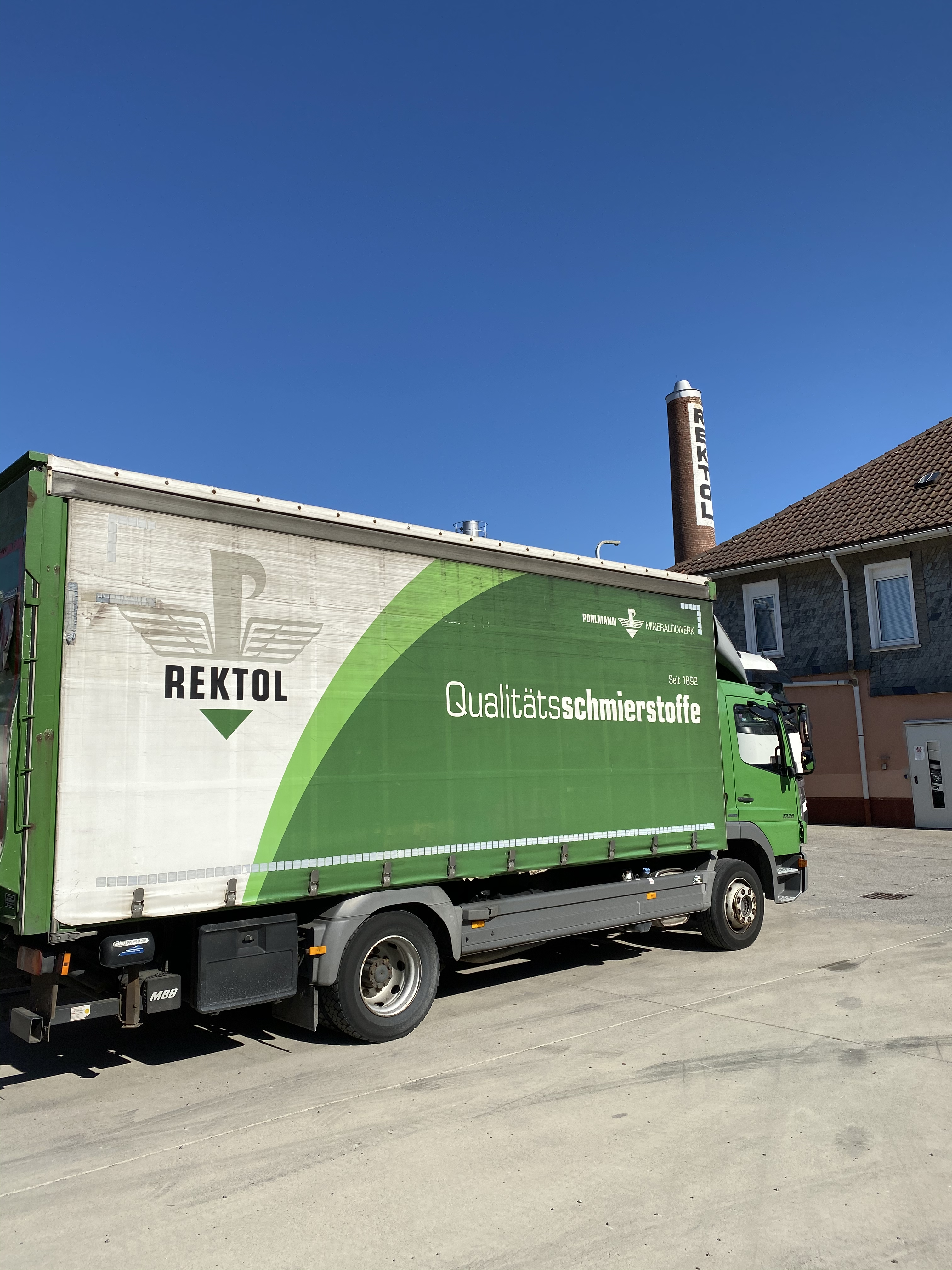
Blick auf den alten Raffinerieturm der Firma Rektol, welcher bis zu den späten 1970er'n in Betrieb war.

1983 wurde die Eigenraffination von Ölen eingestellt. Die umweltgerechte Sanierung alter Betriebsbereiche folgte in den 1990er Jahren. Danach wurden einige Produktionsbereiche auf Öle aus regenerativen Quellen (Bio-Öle wie Rüböle/Rapsöle) umgestellt und die Lagerkapazitäten ausgebaut. In den 2000er Jahren folgte eine Modernisierung mit automatischen Abfüllanlagen. Weiterhin wurde im Rahmen der Rücknahmeverpflichtungen von Ölen ein Bereich zur Annahme und Entsorgung von Ölen und Werkstattabfällen eingerichtet. 2017 wurde die Altölentsorgung nach mehr als 100 Jahren aufgegeben.
Im 21. Jahrhundert zählt die Firma Rektol zu den ältesten, familiengeführten Betrieben in Korbach und feierte 2017 ihr 125-jähriges Jubiläum. Das Unternehmen wird seit 2007 in der vierten Familiengeneration von Jochen Pohlmann geleitet. Regional bekannt ist der seit mehreren Jahren stillgelegte Fabrikschornstein mit der Aufschrift „Rektol“.

## Produkte
Im 21. Jahrhundert entwickelt, fertigt und vertreibt das Unternehmen Spezialöle, Schmierstoffe und herstellerzertifizierte Motoröle. Unter anderem werden Hydraulik- und Getriebeöle, Industrieöle und Bremsflüssigkeiten und biogene Schmierstoffe wie Sägekettenöl hergestellt. Mit letzterem ist Rektol Marktführer in Deutschland. Hervorzuheben sind die von Rektol entwickelten Oldtimeröle, die mehrfach ausgezeichnet wurden und mittels der eingetragenen Marke Rektol Klassik vertrieben werden. Der Marktanteil in Deutschland lag im Jahr 2013 laut eigener Schätzung bei 20 Prozent.
Rektol-Produkte werden in weltweit 25 Länder exportiert, der Exportanteil des Unternehmens lag 2017 bei 40 Prozent.